# Robert Dussey
Pour les articles homonymes, voir Christian Dussey.
Robert Dussey, né le 4 janvier 1972, est un homme politique et ministre togolais. Depuis le 17 septembre 2013, il est ministre des Affaires étrangères, de la Coopération et de l'Intégration africaine du Togo au sein des gouvernements Kwesi Ahoomey-Zunu II, Sélom Klassou I puis II et Dogbé,.
Il est le négociateur en chef pour le groupe des pays ACP dans le cadre des négociations ACP-UE pour l'accord post-Cotonou 2020, et pour son rôle auprès du chef de l'État togolais Faure Gnassingbé dans la sortie de crise au Mali ; il a été décoré par le chef de la Transition, Assimi Goïta, en 2023.

## Biographie
Né le 4 janvier 1972 à Bangui (RCA), Robert Dussey fut séminariste (séminaire Saint-Paul de Bangui) ; frère franciscain et moine de la Communauté catholique des Béatitudes.
Professeur titulaire de philosophie politique, ce kantien est spécialiste des questions de paix, de gestion et de résolution de conflits armés.

## Carrière politique
Il a été de 2005 à 2013 conseiller diplomatique du président de la république du Togo. Depuis septembre 2013, il est l'actuel titulaire du ministère des Affaires étrangères, de la Coopération et de l’Intégration africaine.
Dans le cadre des négociations ACP-UE pour le Post-Cotonou 2020, Robert Dussey est désigné négociateur en chef du groupe des ACP. Les négociations ACP-UE Post-Cotonou 2020 ont démarré officiellement le 28 septembre 2018 à New York et ont débouché sur un accord le 3 décembre 2020, paraphé par les deux négociateurs en chef, Robert Dussey pour les ACP et Jutta Urpilainen pour l'Union européenne, le 15 avril 2021.
Impliqué dans le dossier des 49 militaires ivoiriens arrêtés depuis juillet 2022 au Mali, Robert Dussey réussit à obtenir leur libération auprès du gouvernement de transition malien le 6 janvier 2023.

## Distinctions
- 2012 : Chevalier de la Légion d’honneur de France
- Robert Dussey a été classé en 2015 et 2016 et 2019 par le magazine NewAfrican dans la liste des 100 personnalités les plus influentes du continent africain[8].
- 2022 : Prix international des Droits de l'Homme 2021-2022 à Islamabad
- 2023 : Commandeur de l'ordre national du Mali[9]
- 2025 :  Commandeur de l'ordre du Mono[10] (officier en 2018[11])